# بلاهنجور
بلاهنجور (به لاتین: Bláhnjúkur) یک کوه و آتشفشان در ایسلند است که در رانگاربینسکترا واقع شده‌است. بلاهنجور ۹۴۰ متر بالاتر از سطح دریا واقع شده‌است.